# Looney Tunes znowu w akcji
Looney Tunes znowu w akcji (ang. Looney Tunes: Back in Action) – amerykański film fabularno-animowany z 2003 roku w reżyserii Joe Dantego, w którym występują m.in. postacie z animowanej serii Zwariowane melodie.

## Fabuła
Zmęczony ciągłym staniem w cieniu Królika Bugsa, Kaczor Daffy odchodzi z przemysłu filmowego. Z terenu wytwórni filmowej wyprowadza go ochroniarz-kaskader DJ Drake (Brendan Fraser), z którym Daffy postanawia się zaprzyjaźnić. Gdy DJ Drake dowiaduje się, że jego porwany ojciec, znany aktor Damien Drake (Timothy Dalton), grający role międzynarodowych szpiegów, w rzeczywistości również jest międzynarodowym szpiegiem, DJ postanawia go uratować. Celem porywacza, Prezesa (Steve Martin), jest zdobycie od Damiena informacji na temat diamentu zwanego Małpim Lazurem. DJ i Daffy ruszają więc w drogę, by wyprzedzić Prezesa i znajdując diament ocalić świat. Za nimi podążają wiceprezes wytwórni filmowej Kate (Jenna Elfman) i Królik Bugs, których zadaniem jest namówić Daffy’ego do powrotu do pracy w filmie.Baltimore Spring Creek Productions
Goldmann Pictures
Lonely Film Productions GmbH & Co. KG

## Obsada
- Brendan Fraser –
  - DJ Drake,
  - Diabeł Tasmański (głos),
  - Diablica Tasmańska (głos),
  - on sam
- Joe Alaskey –
  - Kaczor Daffy (głos),
  - Królik Bugs (głos),
  - Kot Sylwester (głos),
  - Sęp Szponek (głos),
  - Mama Miś (głos)
- Jenna Elfman – Kate Houghton
- Steve Martin – Prezes firmy ACME
- Timothy Dalton – Damian Drake
- Bill Goldberg – Bob Smith
- Billy West –
  - Elmer Fudd (głos),
  - Szalony naukowiec (głos)
- Eric Goldberg –
  - Marsjanin Marvin (głos),
  - Kanarek Tweety (głos),
  - Speedy Gonzalez (głos)
- Don Stanton, Dan Stanton – bracia Warner
- Joan Cusack – Matka
- Heather Locklear – Dusty Tails
- Jeff Bennett –
  - Yosemite Sam (głos),
  - Kurak Leghorn (głos),
  - Wstrętny Kanasta (głos)
- Danny Chambers – Cottontail Smith (głos)
- Jeff Gordon – on sam
- Bruce Lanoil – Pepe Le Swąd (głos)
- June Foray – Babcia (głos)
- Bob Bergen – Prosiak Porky (głos)
- Mary Woronov – wiceprezes ACME Bad Ideas
- Marc Lawrence – wiceprezes ACME Stating the Obvious
- Bill McKinney – wiceprezes ACME Nitpicking
- George Murdock – wiceprezes ACME Unfairly Promoted
- Robert Picardo – wiceprezes ACME Rhetorical Questions
- Ron Perlman – wiceprezes ACME Never Learning
- Vernon Wells – wiceprezes ACME Child Labor
- Leo Rossi – wiceprezes ACME Climbing to the Top
- Will Ryan – Tata Miś (głos)
- Stan Freberg – Junior Miś (głos)
- Danny Mann –
  - szpiegowski samochód (głos),
  - Mechaniczny Pies (głos)
- Mel Blanc – samochód DJ-a (głos),
- Dick Miller – ochroniarz
- Roger Corman – reżyser filmu z Batmanem
- Matthew Lillard – on sam
- Casey Kasem – Kudłaty (głos)
- Frank Welker – Scooby-Doo (głos)
- Peter Graves – człowiek z kasety United States Civil Defense
- Kevin McCarthy – dr Miles J. Bennell
- Robert Parigi – Robot Robby
- Mark Tavares – Dalek
- John Munro Cameron – Człowiek z Planety X
- Keaton Tyndall – mały obcy #1
- Kylie Tyndall – mały obcy #2
- Mark Viniello – Ro-Man
- Tom Woodruff Jr. – Mutant z Metaluny
- Michael Jordan – on sam (nagrania archiwalne)

## Wersja polska[1]
Wersja polska: Master Film

Reżyseria: Elżbieta Jeżewska

Dialogi polskie: Elżbieta Kowalska

W wersji polskiej udział wzięli:
- Cezary Pazura – prezes
- Małgorzata Foremniak – Kate
- Krzysztof Banaszyk – D.J. Drake
- Stefan Knothe – kaczor Daffy
- Robert Rozmus – królik Buggs
- Wojciech Machnicki – Yosemite Sami
- Dorota Landowska – matka
- Magdalena Wójcik – Trails Dusty
- Marek Barbasiewicz – Drake Damian
- Wojciech Paszkowski – Elmer

W pozostałych rolach:
- Włodzimierz Bednarski
- Jacek Bończyk
- Tadeusz Borowski
- Andrzej Chudy
- Jacek Czyż
- Agata Gawrońska Bauman
- Andrzej Gawroński
- Tomasz Kozłowicz
- Mirosława Krajewska
- Tomasz Marzecki
- Józef Mika
- Ryszard Nawrocki
- Cezary Nowak
- Jolanta Nowicka
- Ryszard Olesiński
- Włodzimierz Press
- Małgorzata Puzio
- Marcin Sosnowski
- Paweł Szczesny
- Kinga Tabor